# همسرکشی

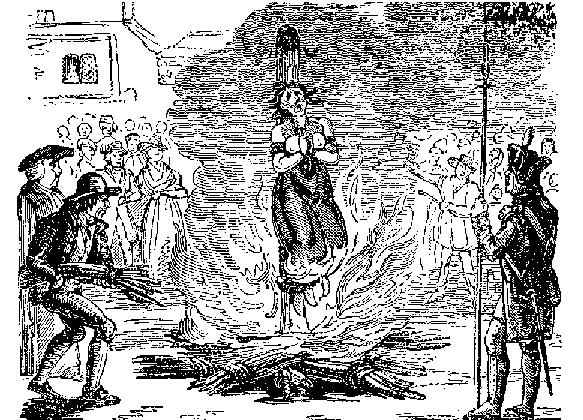
سوزاندن آنه ویلیامز به دلیل همسرکشی در گلاستر در سال ۱۷۵۳ میلادی

همسرکشی به کشتن همسر چه مرد و چه زن گفته می‌شود. اما به‌طور خاص از عبارتهای شوهرکشی یا زن‌کشی (به انگلیسی: Uxoricide) استفاده می‌شود.
تا سال ۱۷۹۰ میلادی جزای این کار در انگلستان خفه کردن و سوزاندن در آتش بود.

## در ایران
در ۸۵ درصد از زن‌کشی‌ها، شوهر به دلایلی مانند بدگمانی یا تحت تأثیر مواد مخدر و روان‌گردان دست به زن‌کشی می‌زند.
تهران رتبه نخست کشور در قتل‌های خانوادگی را دارد. یک گزارش بی‌بی‌سی فارسی در  آبان ۱۴۰۳/ نوامبر ۲۰۲۴ می‌گوید که عاملان همسرکشی ممکن است عموماً در ایران در سایۀ نبود حمایت‌های قانونی و به دلایل اجتماعی عادلانه محاکمه نشوند. 